# Віреончик оливковий
Вірео́нчик оливковий (Hylophilus olivaceus) — вид горобцеподібних птахів родини віреонових (Vireonidae). Мешкає в Еквадорі і Перу.

## Опис
Довжина птаха становить 12 см, вага 11-13 г. Забарвлення переважно тьмяно-жовтувато-оливкове, лоб, живіт і горло жовтуваті. Дзьоб міцний, рожевий, райдужки білуваті. Виду не притаманний статевий диморфізм.

## Поширення і екологія
Оливкові віреончики мешкають на східних схилах Анд в Еквадорі (від Напо на південь до Морони-Сантьяго і Самори-Чинчипе) та в Перу (на південь до північного Хуніна). Вони живуть у вологих гірських і рівнинних тропічних лісах. Зустрічаються поодинці або парами, на висоті від 600 до 1700 м над рівнем моря. Іноді приєднуються до змішаних зграй птахів, зазвичай ведуть прихований спосіб життя.

## Збереження
МСОП класифікує стан збереження цього виду як близький до загрозливого. Оливковим віреончикам загрожує знищення природного середовища.